# Fredrik Wilhelm Scholander
Fredrik Wilhelm Scholander (23. juni 1816  — 9. maj 1881) var en svensk arkitekt, maler og digter, far til Sven Scholander og Anna Boberg. 
Som Elev ved Kunstakademiet tog han Præmie, 1841 var han i Paris paa Stipendium, fra Paris tog
han til Italien, hvor han gav efter for sin Lyst til Maleriet og uddannede sig til Akvarelmaler.
1843 sendte han dog et Projekt til en Museumsbygning hjem og dette blev af afgørende Bet.
for ham, det blev anset for et betydeligt Arbejde og 1846 hjemkaldtes han for at bringe
Sagen i Orden; han valgtes straks til Medlem af Akademiet og udnævntes Aaret efter til
Viceprofessor; dog viste Projektet for Museumsbygningen sig ikke at være praktisk, der maatte
udarbejdes et nyt af en fremmed Arkitekt. 1848 udnævntes S. til Prof. i Bygningskunst og
efterhaanden uddannede han en dygtig Stab af Arkitekter, ligesom han i de Bygninger, han gav
Tegning til, har præsteret noget af det bedste svenske arkitektur, f. Eks. Synagogen i Stockholm, den
tekniske højskole (gamle) i Drottninggatan o. m.fl. Hans Bygninger var imidlertid kostbare, derfor søgtes han ikke tit.
Scholanders egentlige felt var og blev imidlertid Maleriet og Poesien. Billeder og Tekst fødtes samtidig
i hans Bevidsthed, og saaledes digtede han »Luisella, en qvinnomodels öden« (1867), stærkt
paavirket af Byron, og sine »Noveller berättade på ottave rime« (1868); begge disse Arbejder
udgaves under Mærket Acharius og vakte megen Opmærksomhed. I de posthume »Sagor« (1881)
og »Pennteckningar« (1882) anslaas mere romantiske Strenge; men den interessanteste
Læsning frembyder dog hans Breve og for Fagmanden hans »Ornamentikens formlära«. Til
enkelte af sine Digte har han sat Musik som tilkendegiver, at han var alsidig og spirituel,
men ikke særlig dyb eller original. Den Indflydelse, han øvede, indskrænkede sig til hans
nærmeste Omgivelser og til den Kreds, han samlede i sit Hjem. Efter hans død udgavs
Samlade Skrifter, 3 bind, ved John Böttiger (1881—82).